# لاتفيون
اللاتفيون (باللاتفية: latvieši) هم مجموعة عرقية بلطقيَّة وأمة يعود أصولها إلى لاتفيا، كما ويعيشون خارج لاتفيا على شكل جاليات. وفي إحصاء سنة 2010 تبين أن هنالك 1,338,682 لاتفي في لاتفيا. كما يعيش حوالي 200,000 لاتفي في المملكة المتحدة. ويتشارك اللاتفيون لغة وثقافة وتاريخاً مشتركاً. 
ويعتنق أغلب اللاتفيون المسيحية ديناً على مذهب البروتستانتية اللوثرية إلى جانب أقلية رومانيَّة كاثوليكيَّة.